# Жора Крижовніков
Жора Крижовніков (справжнє ім'я — Андрій Миколайович Першин, нар.. 14 лютого 1979, Арзамас-16, Нижньогородська область, РРФСР, СРСР) — російський кінорежисер, сценарист, кінопродюсер, театральний педагог.

## Біографія
Народився 14 лютого 1979 року в місті Арзамас-16 Горьковської області (нині місто Саров Нижньгородської області). Закінчив ГИТИС (режисерський факультет, майстерня Марка Захарова) і ВДІК (факультет продюсерства та економіки, майстерня Олександра Акопова).
Як режисер-педагог викладав акторську майстерність у ВДІКу (майстерня Андрія Паніна) і РАТІ (майстерня Олега Кудряшова) . Поставив кілька вистав на сцені театру «Апарт» і в «Школі сучасної п'єси». Працював на телебаченні; в кіно починав як автор короткометражних фільмів. Широку популярність здобув як режисер картини «Гірко!».

Є правило, якому я навчився в майстерні Марка Анатолійовича Захарова. Неможливо підлаштуватися під якогось вигаданого глядача, який існує десь; єдиний шанс — спробувати зробити для себе.
— Жора Крижовніков
Особливий інтерес у нього викликає американський кінематограф 1940-1950-х років: роботи Альфреда Гічкока, Джона Г'юстона, Рауля Волша і Джона Форда . Є шанувальником джамп-ката — прийому, пов'язаного зі стрибкоподібної, ріжучої погляд вклейкою, яка використовується при монтажі. Вперше застосувавши джамп-кат у фільмі «Прокляття», режисер зробив його основним стилістичним прийомом в картині «Гірко!», а також в своїх подальших роботах.

## Театральні роботи (2006—2010)
У статті журналу «Театрал», присвяченій спектаклю «Холостий Мольєр» (Школа сучасної п'єси, 2006), зазначалося, що постановники Олег Глушков та Андрій Першин прагнули до того, щоб простота вистави «стала вишуканістю». У журналі «Афіша» рецензент оцінив його одержимість театром . У тому ж році Першин поставив в театрі «Апарт» п'єсу Шекспіра «Міра за міру».
Журнал «Підсумки» протиставив агресивності і технологічності «дорослого театру» ту «студентську невибагливість і беззахисність», яка пізніше стане фірмовим почерком Першина-Крижовнікова.
На його постановку «Старий товариш найкраще» («Апарт», 2010) відгукнулося видання «Страсний бульвар», у публікації якого говорилося про те, що, переносячи дію в наші дні і дотримуючись традицій театру Олександра Островського, молодий режисер створює оригінальну, принципово нову річ, «ліпить прем'єру з підручного сучасного матеріалу» .

## Робота на телебаченні
У 2007 році Першин знайшов роботу на телебаченні, дебютувавши як режисер-постановник з шоу «Ти — суперстар». Потім працював з проектами «Дурні і дороги», «Олів'є-шоу», «Велика різниця», «Карнавальна ніч з Максимом Аверіним» .

## Короткометражні фільми (2009—2014)
У 2009 році Андрій Першин зняв короткометражні фільми «Дракон Абас Блю», «Пушкін дуель» і «Казроп» (у співавторстві з Олегом Глушковим). Через рік режисер починає знімати під ім'ям Жора Крижовніков. Короткометражний фільм, знятий за мотивами власної п'єси «Мій хлопець — робот», називався «Щаслива покупка». Історія, що триває 8 хвилин, переносить глядачів у недалеке майбутнє і розповідає про те, як людиноподібний робот намагається підлаштуватися під характер жінки. У цьому фільмі Першин вперше виступив під псевдонімом.
Як «Жора Крижовніков» у титрах позначені сценарист і режисер. Посада продюсера в цій же короткометражці була закріплена за Андрієм Першиним.

Жора набагато краще, мені здається. Тому що Жора знімає тільки те, що йому самому подобається. Андрій Першин багато працював на телебаченні, знімав розважальні програми, новорічні «Вогники» та інше. Андрій Першин — це телевізійний ремісник. А Жора — принципова людина, яка намагається відповідати за те, що він робить. Насправді це, в загальному, гра. Мені подобається бути кимось ще. У Жори своя історія, своя фільмографія. Мені хотілося б, щоб так було, щоб він був окремою істотою.
— Жора Крижовніков
Другий короткометражний фільм Жори Крижовнікова — «Прокляття» — був знятий у жанрі found footage. Записану на камеру артхаусну історію про кастинг вдалося зняти при мінімальному бюджеті всього за півдня. Коли ролик з Тимофієм Трибунцевим в головній ролі з'явився в одній із соціальних мереж, його побачили продюсери Сергій Свєтлаков і Тимур Бекмамбетов, що шукали в той момент режисера на картину «Гірко!».
У 2012 році «Прокляття» отримало спеціальний приз журі на фестивалі студентських і дебютних фільмів «Свята Анна».
У 2014 році за власним сценарієм зняв короткометражний фільм «Ненароком» у жанрі чорної комедії.

## «Гірко!» (2013)
Фільм «Гірко!», знятий в тій же стилістиці, що і «Прокляття», і що зібрав в прокаті суму, яка перевищує бюджет картини більш ніж в 16 разів, викликав велику кількість суперечливих відгуків. Так, газета «Коммерсант» написала: «Не будемо говорити про народження нового Гайдая, але з'явилася людина зі смаком до комедійної ексцентрики». Кореспондент журналу «Огонек» зазначив, що «автори фільму роблять і ще одне диво. Незважаючи на весь трагікомізм ситуації, тут трапляється щось на зразок катарсису. Коли героїв весілля замикають до автозаку, де вони чекають вирішення своєї долі — мокрі, нещасні, — тільки в цей момент в них прориваються справжні почуття».
На думку автора видання «Сеанс», «Гірко!» — це «портрет ідеальної Росії без національних протиріч, але з чиновниками, що помірно крадуть, красивими пейзажами і навіть малим бізнесом». Оглядач «Независимой газети» запропонував «у порядку марення» висунути картину на здобуття премії «Оскар»: «Адже наші мудреці з комісії з висунення завжди норовлять відправити те, що, на їхню думку, вчергове переконає американців: російські непереможні! Так от, якби американські кіноакадеміки подивилися цей сюжет про весілля в Геленджику, вони б остаточно і безповоротно впевнилися: цей народ перемогти не можна. Гірко, товариші!» .
У той же час кінознавець Валерій Кичин в досить жорсткій рецензії, опублікованій на сторінках «Російської газети», назвав почуття гумору творців картини «специфічним», зазначив, що «сатира… тут не ночувала», і висловив сумніви в тому, що народна комедія несе в собі ліричний початок: «сп'яніння за допомогою горілки авторам ближче, ніж сп'яніння романтичним поривом» .
Комедія отримала премію «Ніка» в 2014 році в категорії «Відкриття року» і претендувала на висунення від Росії на премію «Оскар--2015» в категорії «Найкращий фільм іноземною мовою», змагаючись з «Левіафаном» Звягінцева .

## Режисер і продюсер
Надалі Крижовніков продовжував працювати в жанрі комедії, випустивши вже менш одіозні комедії «Найкращий день» і нові шматки франшизи «Ялинки».

У 2014 році до списку телеробіт Жори Крижовнікова додалася «Кухня». Своє місце в серіалі він, за власним визнанням, оцінює скромно, вважаючи, що головним в цьому проекті є не режисер, а сценаристи:
Читаючи сценарій, я і сміюся, і плачу, і співчуваю нашим персонажам. <…> Я просто повинен не зіпсувати ці чудові сценарії, допомогти їм дійти до глядача .
У 2016 році Першин був включений до складу експертної ради Фонду Кіно, який розподіляє державні гроші на виробництво кінофільмів .
У 2018 році на сервісі «ТНТ Premiere» Першин випустив серіал «Дзвоніть ДіКапріо!» з Олександром Петровим у головній ролі. Цей проект отримав численні нагороди і номінації, в тому числі «Білий слон» і Премію Асоціації продюсерів кіно і телебачення за найкращий телевізійний міні-серіал. «Кинопоиск» включив його до списку найкращих у світі серіалів в 2018 році і до списку «25 головних серіалів 2010-х» .

## Родина
- Дружина — актриса Юлія Александрова (нар. 14 квітня 1982), брала участь практично у всіх роботах Першина.
  - Дочка — Віра Першина (нар. в 2010)[19] .

## Театральні постановки
- 2006 — «Міра за міру» (спектакль за п'єсою Вільяма Шекспіра в театрі «Апарт»)
- 2006 — «Холостий Мольєр» (фарс-мажор на мотив Жан-Батист Поклена в театрі «Школа сучасної п'єси»)
- 2010 — «Над друга старого нема» (спектакль за п'єсою Олександра Островського в театрі «Апарт»)

## Телешоу
- 2007—2011 — «Ти — суперстар», «Суперстар», «Суперстар. Бенефіси» (НТВ, режисер-постановник)
- 2010 — «Дурні, дороги, гроші» (РЕН ТВ, режисер-постановник)
- 2010—2012 — «Велика різниця» (Перший канал, режисер-постановник)
- 2010 — «Центральне телебачення» (НТВ, режисер-постановник)
- 2010 — Гала-концерт «Стиляги-шоу» (Росія-1, режисер-постановник)[20]
- 2010 — «Карнавальна ніч з Максимом Аверіним» (НТВ, режисер-постановник)
- 2011 — «Олів'є-шоу» (Перший канал, режисер-постановник)
- 2011 — «Фабрика зірок Казахстан» (режисер-постановник)
- 2011 — «Валера TV» (СТС, режисер-постановник)
- 2011 — «Нереальна історія» (СТС, режисер-постановник)
- 2012 — «Хвилинна справа» (Росія-1, режисер-постановник)[20]

## Фільмографія

### Режисер

#### Повнометражні фільми
- 2013 — «Гірко!»
- 2014 — «Гірко! 2»
- 2015 — «Найкращий день»
- 2017 — «Ялинки нові»
- 2020 — «Лід 2»

#### Телесеріали
- 2014 — «Кухня» (3-й сезон, під псевдонімом Іван Тохтамиш)
- 2018 — «Телефонуйте ДіКапріо!»
- 2023 — «Слово пацана. Кров на асфальті»

#### Короткометражки
- 2009 — «Дракон Абас Блю»
- 2009 — «Казроп»
- 2009 — «Пушкін дуель»
- 2010 — «Щаслива покупка»
- 2012 — «Прокляття»
- 2014 — «Ненароком»

### Сценарист
- 2009 — «Дракон Абас Блю»
- 2009 — «Казроп»
- 2010 — «Щаслива покупка»
- 2012 — «Прокляття»
- 2013 — «Гірко!»
- 2013 — «Антоніна»
- 2014 — «Гірко! 2»
- 2014 — «Ненароком»
- 2015 — «Найкращий день»
- 2017 — «Щасливий випадок»
- 2017 — «Життя попереду»
- 2017 — «Ялинки нові»
- 2018 — «Ялинки останні»
- 2018 — «Телефонуйте ДіКапріо!»
- 2020 — «(Не) ідеальний чоловік»
- 2021 — «Рашн Південь»
- 2021 — «Рідні»
- 2021 — «Абсолютно літні» (телесеріал)
- 2023 — «Слово пацана. Кров на асфальті» (телесеріал, у співавт.)

### Продюсер
- 2009 — «Дракон Абас Блю»
- 2009 — «Пушкін дуель»
- 2010 — «Щаслива покупка»
- 2015 — «Найкращий день»
- 2017 — «Ялинки нові»
- 2021 — «Рашн Південь»
- 2021 — «Рідні»
- 2021 — «Абсолютно літні» (телесеріал)

## Нагороди та номінації
- 2006 — Премія комітету з культури міста Москви за «Найкращий режисерський дебют» (спектакль «Міра за міру»)[21]
- 2009 — Приз за найкращий експериментальний фільм на фестивалі METERS (короткометражний фільм «Казроп»)[22]
- 2011 — Приз за найкращий сценарій на фестивалі METERS[23] (короткометражний фільм «Щаслива покупка»)
- 2011 — Спеціальний приз журі кінофестивалю «F5» (короткометражний фільм «Щаслива покупка»)
- 2011 — Диплом кінофестивалю «Свята Анна»[24] (короткометражний фільм «Щаслива покупка»)
- 2011 — Участь у програмі «Короткий метр» кінофестивалю «Кінотавр»[25] (короткометражний фільм «Щаслива покупка»)
- 2011 — Участь у конкурсній програмі кінофестивалю Contravision Film Festival, Німеччина (короткометражний фільм «Щаслива покупка»)
- 2011 — Приз глядацьких симпатій на кінофестивалі 8th Naoussa International Film Festival, Греція[26] (короткометражний фільм «Щаслива покупка»)
- 2011 — Участь у конкурсній програмі кінофестивалю IV International Short Film Festival Wiz-Art, Україна (короткометражний фільм «Щаслива покупка»)
- 2012 — спеціальний приз журі кінофестивалю «Свята Анна» (короткометражний фільм «Прокляття»)
- 2012 — Участь у конкурсній програмі VI Міжнародного кінофестивалю «Дзеркало» імені Андрія Тарковського (короткометражний фільм «Прокляття»)
- 2012 — Участь у конкурсній програмі кінофестивалю «Кінотавр. Короткий метр»[27] (короткометражний фільм «Прокляття»)
- 2012 — Участь у конкурсній програмі Міжнародного кінофестивалю «Послання до людини»[28] (короткометражний фільм «Прокляття»)
- 2012 — Участь у конкурсній програмі Міжнародного кінофестивалю «Меридіани Тихого» (короткометражний фільм «Прокляття»)
- 2013 — Премія журналу The Hollywood Reporter Russia (приз у категорії «Дебют року»)[29] (Жора Крижовніков, фільм «Гірко!»)
- 2014 року — Номінація на премію «Золотий орел» за «Найкращий фільм», «Найкращу режисерську роботу», «Найкращий сценарій» (фільм «Гірко!»)[30]
- 2014 року — Премія «Ніка»: приз в категорії «Відкриття року» (Жора Крижовніков, фільм «Гірко!») І номінація за «Найкращий фільм»[31]
- 2014 року — Приз за найкращий короткометражний фільм в програмі «Короткий метр» кінофестивалю «Кінотавр» («Ненароком»)[32]
- 2018 — Національний кінофестиваль «Рух»: приз за найкращий сценарій, участь в основному конкурсі «Рух. Вперед» («Дзвоніть ДіКапріо!»)[33]
- 2018 — Премія журналу «Кінорепортер» за «Прорив року» (за режисуру «Дзвоніть ДіКапріо!»)[34]
- 2019 — Премія «Білий слон»: приз молодих кінокритиків «Голос» («Дзвоніть ДіКапріо!»)[35]
- 2019 — Премія Асоціації продюсерів кіно і телебачення за «Найкращий телевізійний міні-серіал (5-24 серій)», номінація за «Найкращу режисерську роботу» («Дзвоніть ДіКапріо!»)[36]
- 2019 — Фестиваль телевізійних фільмів «Ранок Батьківщини»: гран-прі за найкращий серіал, приз за найкращу режисерську роботу («Дзвоніть ДіКапріо!»)[37]
- 2019 — Номінація на премію журналу GQ «Людина року» за «Режисера року» («Дзвоніть ДіКапріо!»)[38]